# Mistrovství světa ve vodním slalomu 1991
Mistrovství světa ve vodním slalomu 1991 se uskutečnilo ve jugoslavském (nynější Slovinsko)Tecenu pod záštitou Mezinárodní kanoistické federace. Jednalo se o 22. mistrovství světa ve vodním slalomu.

## Muži

### Kánoe
| Závod       | Zlato                                                                                              | Body   | Stříbro                                                                                     | Body   | Bronz                                                                                          | Body   |
| C1          | Martin Lang (GER)                                                                                  | 160.19 | Adam Clawson (USA)                                                                          | 164.26 | Jacky Avril (FRA)                                                                              | 166.27 |
| C1 družstvo | USA Adam Clawson Jon Lugbill Jed Prentice                                                          | 198.23 | Francie Jacky Avril Hervé Delamarre Emmanuel Brugvin                                        | 203.57 | Spojené království Mark Delaney Bill Horsman Gareth Marriott                                   | 219.34 |
| C2          | Francie Frank Adisson Wilfrid Forgues                                                              | 174.79 | Československo Jiří Rohan Miroslav Šimek                                                    | 175.30 | Francie Emmanuel del Rey Thierry Saidi                                                         | 177.17 |
| C2 družstvo | Francie Frank Adisson Wilfrid Forgues Thierry Saidi Emmanuel del Rey Gilles Lelievre Jérôme Daille | 211.15 | Československo Jiří Rohan Miroslav Šimek Petr Štercl Pavel Štercl Viktor Beneš Milan Kučera | 224.01 | Německo Michael Trummer Manfred Berro Stephan Bittner Volker Nerlich Frank Hemmer Thomas Loose | 238.54 |

### Kajak
| Závod       | Zlato                                                       | Body   | Stříbro                                               | Body   | Bronz                                                 | Body   |
| K1          | Shaun Pearce (GBR)                                          | 143.65 | Marjan Štrukelj (YUG)                                 | 146.40 | Martin Hemmer (GER)                                   | 147.51 |
| K1 družstvo | Francie Manuel Brissaud Gilles Clouzeau Jean-Michel Regnier | 175.36 | Německo Thomas Becker Michael Glöckle Michael Seibert | 181.23 | Československo Luboš Hilgert Peter Nagy Pavel Přindiš | 183.21 |

## Ženy

### Kajak
| Závod       | Zlato                                                           | Body   | Stříbro                                                                 | Body   | Bronz                                                        | Body   |
| K1          | Elisabeth Michelerová (GER)                                     | 181.08 | Dana Chladeková (USA)                                                   | 184.00 | Kordula Striepeckeová (GER)                                  | 185.66 |
| K1 družstvo | Francie Myriam Jerusalmiová Anouk Loubieová Marianne Agulhonová | 215.56 | Československo Zdenka Grossmannová Štěpánka Hilgertová Marcela Sadilová | 251.60 | USA Kirsten Brown-Fleshmanová Dana Chladeková Kara Ruppelová | 272.12 |

## Medailové pořadí zemí
| Pořadí | Země               | Zlato | Stříbro | Bronz | Celkem |
| ------ | ------------------ | ----- | ------- | ----- | ------ |
| 1      | Francie            | 4     | 1       | 2     | 7      |
| 2      | Německo            | 2     | 1       | 3     | 6      |
| 3      | USA                | 1     | 2       | 1     | 4      |
| 4      | Spojené království | 1     | 0       | 1     | 2      |
| 5      | Československo     | 0     | 3       | 1     | 4      |
| 6      | Jugoslávie         | 0     | 1       | 0     | 1      |
| Celkem | Celkem             | 8     | 8       | 8     | 24     |